# Julius Pierstorff

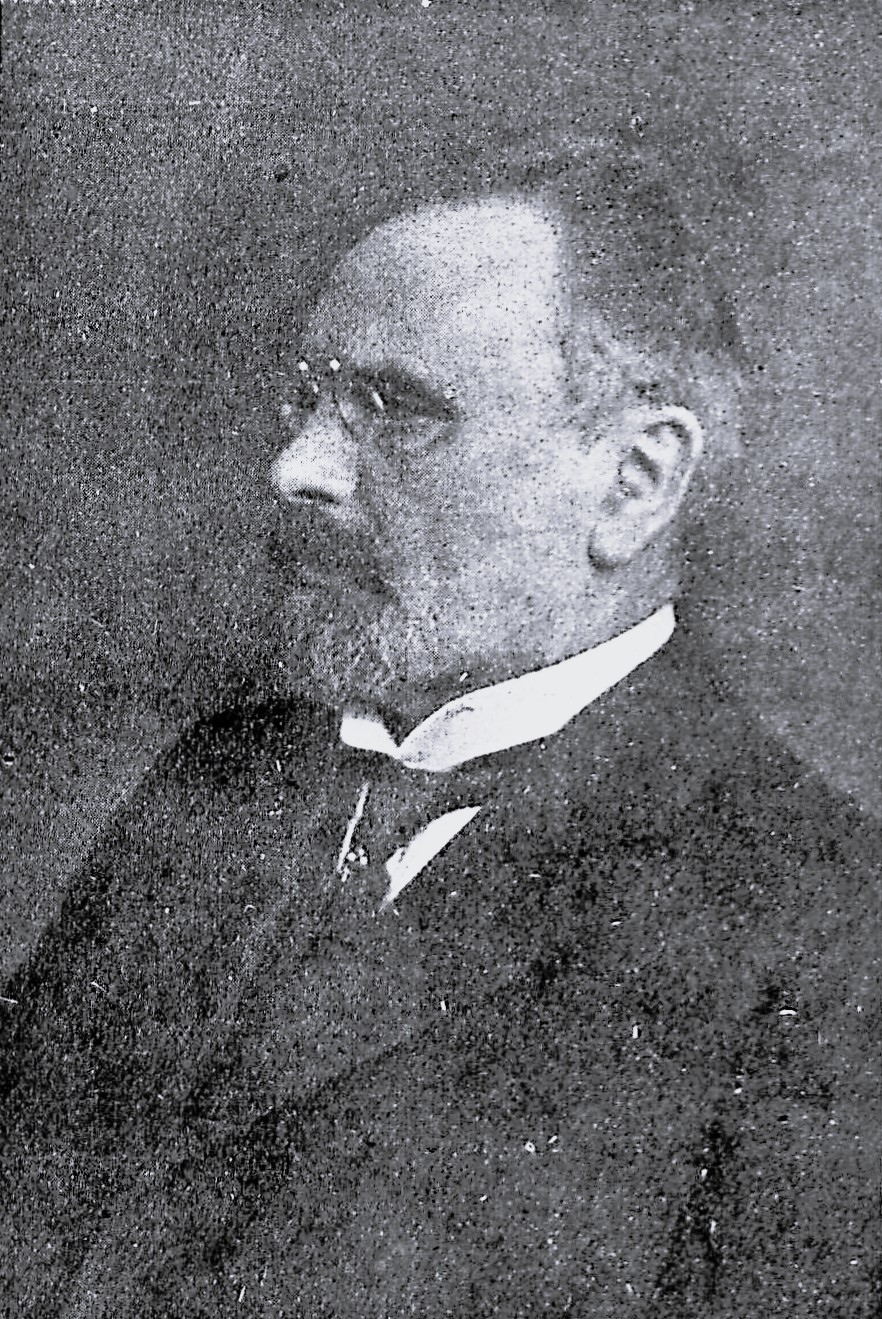
Julius Pierstorff

Johannes Georg Julius Pierstorff (* 9. März 1851 in Lübeck; † 16. Januar 1926 in Jena) war ein deutscher Nationalökonom und prägte den Universitätsstandort Jena in diesem Fachbereich.

## Leben

### Herkunft
Julius war der Sohn des Knopfmachers August Christian Friedrich Pierstorff, später Knopfmachermeister und Posamentier, und dessen Frau Catharina Maria, einer geborenen Evers.
Der spätere Kapitän Theodor Pierstorff war sein älterer Bruder, der Bildhauer Ernst Westphal war sein Cousin. Erik Pierstorff war sein Enkel.

### Laufbahn
Nach dem Besuch des Katharineums verließ es Pierstorff Ostern 1870 mit dem Reifezeugnis und studierte an der Leipziger Universität und später in München. Bis 1871 wurde sein Studium in Leipzig durch den Deutsch-Französischen Krieg, in welchem er als Einjährig-Freiwilliger in dem Leipziger Infanterie-Regiment Nr. 107 mitkämpfte, unterbrochen. Als der königlich sächsische Leutnant der Landwehr Außer Dienst gestellt wurde, war er als solcher mit der Kriegsgedenkmünze 1870/71, die preußische Zentenarmedaille und die Königlich-sächsischen Landwehrdienstauszeichnung 2. Klasse ausgezeichnet worden.
Mit „Die Lehre vom Unternehmergewinn in Frankreich“ habilitierte Pierstorff 1875 an der Georgia-Augusta in Göttingen. Er ließ sich dort 1877 als Privatdozent der Nationalökonomie nieder, folgte aber schon 1878 einem Rufe an die Universität in Jena.
In Jena sollte Perstorff nun in den folgenden 45 Jahren zu einer der markantesten Persönlichkeiten sowohl der Universität als auch des volkswirtschaftlichen  Faches werden. Obwohl er als Nachfolger des bedeutenden Bruno Hildebrands an die Universität nach Jena berufen wurde, hatte er, fand er dort doch kaum einen reinen Nationalökonomen, keinen leichten Stand.
War er im Sommersemester 1879 noch außerordentlicher, wurde Pierstorff am 15. Juni 1883 zum ordentlichen Professor der Staatswissenschaften. Im Herbst 1879 noch Mitdirektor, wurde er zum Wintersemester 1883 Direktor des staatswissenschaftlichen Seminars, im Wintersemester 1891 und im Sommersemester 1903 war er Rektor der Alma Mater. 1923 emeritierte er.
Trotz der bescheidenen Mittel war es Pierstorff zu verdanken, dass sich der nationalökonomische Unterricht in Jena immer stärker entfaltete. Wo er anfangs als Einziger den Kreis der Wirtschaftswissenschaften zu vertreten hatte, wirkten Anfang der 1920er Jahre vier Professoren, ein Privatdozent und drei Männer der Praxis im Staatswissenschaftlichen Seminar. Das Schwergewicht seiner Tätigkeit lag im akademischen Unterricht und in den konservatorischen Seminarübungen. Das Ergebnis dieser seminaristischen Arbeit wurde in einer Reihe von Bänden der „Abhandlungen“ seines Seminars niedergelegt. Unter denen befanden sich einige hervorragende Monografien. Die Wirkungen seines Unterrichts gingen sehr weit. So gelangten seine Schüler, auch jenseits der deutschen Grenzen, in hervorragende Stellungen in der wirtschaftlichen Praxis.
Des Weiteren strebte Pierstorff die Schaffung einer eigenen Fakultät für Volkswirtschaften als Krönung seines Lebenswerkes an. Um dieses Vorhaben zu unterstützen, sollte die Pierstorff-Stiftung dienen.
Aus seinem Schülerkreise heraus bildete sich ein Ausschuss, der sich an dessen frühere Schüler und Wirtschaftspraktiker bzw. an Wirtschaftsverbände und die thüringischen Erwerbsstände mit dem Ziel wendete, den Grundstock einer „Pierstorff-Stiftung“ zu schaffen. In den Aufrufen, welche von einer großen Zahl Volkswirtschaftler, Staatsmänner, Gelehrten und bekannten Vertretern von Industrie, Handel und Gewerbe unterzeichnet waren, wurden die großen Verdienste des Geheimen Rats von berufener Seite gewürdigt. Es hieß darin, dass die Wirkungen, welche von Pierstorff ausgegangen seien, weit über die Grenzen Deutschlands hinausreichten. Insbesondere im thüringischen Wirtschaftsleben seien die Früchte seiner Lebensarbeit überall nachweisbar. Zu seinem 70. Geburtstag wirkten überall in Thüringens Industrie, Handel, Versicherungsgewerbe, Handwerk und Landwirtschaft Pierstorffs Schüler als Syndici und Geschäftsführer, als volkswirtschaftliche Berater und sozialpolitische Dezernenten, da Pierstorff die Ausbildung der jungen Nationalökonomen auf eine möglichst breite Grundlage stellte.
Die Weitsicht, mit der er die erste Professur für Sozialpolitik und eine der ersten für Privatwirtschaftslehre in Deutschland schuf, brachte Jenas wirtschaftswissenschaftliche Fakultät zu Weltruhm. Auch in pädagogischen Fragen war er eine anerkannte Autorität. Die Einrichtung und Fortentwicklung des Seminars wurde von ihm mit großer Sachkenntnis geschaffen. Auch die internationale Literatur und die Erscheinungen der Auslandswirtschaft wurden stets von ihm verfolgt, was ihm eine überragende Kenntnis der wirtschaftlichen Lebensvorgänge verschaffte. Dem Aufbau der umfangreichen Bibliothek galt hierbei seine unermüdliche Sorge.
Über den Kreis des eigentlichen Universitätsunterrichts hinaus hatte Pierstorff in der Universitätsverwaltung, insbesondere im Senat, aber auch als Rektor der Universität, Großes geleistet. Die Staatswissenschaftliche Gesellschaft zu Jena war sein Kind, und er war ihr erster Vorsitzender. Die Konsumgenossenschaft in Jena erhielt auf sein Betreiben hin ihr Grundstück am Markt. Er war Träger einer großen Tradition und einer der Führer des Aufstiegs von Jena.
Pierstorff wurde zum Geheimen Hofrat Sachsen-Weimar-Eisenachs ernannt. Als dieser erhielt er die bronzene Medaille zum 50-jährigen Regierungsjubiläum von Herzog Ernst von Sachsen-Altenburg und wurde Ritter erster Klasse des Hausordens vom Weißen Falken sowie des Sachsen-Ernestinischen Hausordens.
Mit Ernst Abbe verband ihn eine persönliche Freundschaft. Sein ihm gewidmeter Nachruf gilt als einer der wertvollsten literarischen Würdigungen Abbes.

### Familie
Pierstorff verheiratete sich 1879 mit Sophie, einer geborenen v. Baumüller. Sie war die Tochter des königlich-bayerischen Artillerieoberstleutnants v. Baumüller und seiner Frau Florentine Biondino. Aus der Ehe gingen zwei Kinder – Heinz (* 19. August 1883 in Jena) und Gertrud (* 25. Dezember 1885 in Jena) – hervor.

## Werke
- Die Lehre vom Unternehmergewinn in Frankreich. Berlin 1874
- Die Lehre vom Unternehmergewinn. Dogmengeschichtlich und kritisch. Berlin 1875
- Frauenbewegung und Frauenfrage. Göttingen 1879, Jena 1900
- Denkschrift über die Notwendigkeit einer Reform der Professoren-Gehälter an der Universität Jena. 1897, Die Carl Zeiss-Stiftung, ein Versuch zur Fortbildung des großindustriellen Arbeitsrechts. Leipzig 1897
- Frauenarbeit und Frauenfrage. Jena 1900
- Deutsche Branntweinpolitik und das Spiritus-Kartell. Jena 1902
- Ernst Abbe als Sozialpolitiker. München 1905, Der moderne Mittelstand. Leipzig 1911
- Die besonderen direkten Gemeindesteuern in Preußen. Jena 1913 (Q. Degner: Wer ist’s? 1912; GBV; Ernst Piltz: Dozentenalbum der Universität Jena, 1858 bis 1908. Neuenhahn, Jena, 1908
- Deutscher Ordens Almanach. (OA) Berlin, 1908/09, Sp. 1142)
- Handwerk und Kleingewerbe. In: Handbuch der Politik, Berlin und Leipzig 1914
- Die Frau in der Wirtschaft des zwanzigsten Jahrhunderts In: Handbuch der Politik, Berlin und Leipzig 1914
- Die Carl-Zeiß-Stiftung, Duncker & Humblot, Berlin 2013, ISBN 978-3-428-16755-5.